# Серебряный Колодец
Серебряный Колодец — деревня в Новодеревеньковском районе Орловской области России.
Входит в состав Старогольского сельского поселения.

## География
Расположена на правом берегу реки Гоголь северо-западнее деревни Юрьевка и западнее административного центра поселения — села Старогольское.

## Население
| 2010 |
| ---- |
| 20   |

## Достопримечательность
В деревне находится часовня Матроны Московской, построенная между 2005 и 2008 годами.